# Arden Cho
Arden Cho (Amarillo, 16 de agosto de 1985) es una actriz, cantautora y modelo estadounidense. Es conocida por interpretar a Kira Yukimura en Teen Wolf.

## Biografía
Cho nació en Amarillo, Texas, hija de padres coreano-estadounidenses. Pasó la mayor parte de su infancia en Dallas y sus últimos años de adolescencia en Minnesota. En 2003 se graduó de la Apple Valley Senior High School en Apple Valley, Minnesota, poco después ingresó a la Universidad de Illinois en Urbana-Champaign donde se graduó en 2007 con un título de licenciatura en psicología, además de estudiar teatro.
En 2004, Cho participó y ganó el concurso Miss Corea Chicago, dándole la oportunidad de tomar parte en el concurso de Miss Corea en Seúl, Corea del Sur. Esta última resultó ser una experiencia decepcionante, ya que ella se instó a bajar de peso y hacer otros ajustes en su aspecto. Después de graduarse en 2007 pasó el verano de ese año en Kenia en un viaje humanitario de dos meses. A su regreso, decidió mudarse a Los Ángeles, donde trabajó mientras trataba de seguir una carrera en la actuación.

### Carrera
Cho ha aparecido en películas, series de televisión y comerciales en los Estados Unidos y Asia. En 2010, fue contratada para ser la imagen de la marca de cosméticos Clinique. También ha modelado para Reebok y Nike, así como para Apple y Alexander McQueen y ha aparecido en revistas como Vogue, Purple Fashion y Nylon.
En 2011 interpretó el papel de Pru, en la serie de ABC Family Pretty Little Liars. También apareció en el papel de Gia en la película Mega Python vs. Gatoroid, dirigida por Mary Lambert. Otros créditos incluyen participaciones como estrella invitada en series tales como CSI: Nueva York, Rizzoli & Isles y Hawaii Five-0, así como el cortometraje My First Crush y en la serie web Ktown Cowboys. También protagonizó Agents of Secret Stuff. En 2014 también apareció como Kiara en Castle.
También en 2014, Cho fue elegida para interpretar de forma recurrente a Kira Yukimura durante la tercera temporada de Teen Wolf. Fue ascendida al elenco principal de la serie a partir de la cuarta temporada. El 11 de abril de 2016 Cho anunció a través de su canal de You Tube que no regresaría para la sexta y última temporada de la serie.

## Filmografía
| Cine       | Cine                         | Cine                  | Cine                                                             |
| Año        | Película                     | Rol                   | Notas                                                            |
| ---------- | ---------------------------- | --------------------- | ---------------------------------------------------------------- |
| 2008       | My First Crush               | Hyori                 | Cortometraje                                                     |
| 2008       | Hoodrats 2: Hoodrat Warriors | Miriam                |                                                                  |
| 2009       | Layover, on the Shore        | Laura                 | Cortometraje                                                     |
| 2010       | I Am Not a Princess          | Anastasia             | Cortometraje                                                     |
| 2010       | Agents of Secret Stuff       | Taylor                | Cortometraje                                                     |
| 2010       | The Grey Coat                | Jae Hee               | Cortometraje                                                     |
| 2010       | Ninja Say What?!             |                       | Cortometraje                                                     |
| 2012       | Walking the Halls            | Kylie                 |                                                                  |
| 2012       | The Baytown Outlaws          | Angel                 |                                                                  |
| 2012       | Mandevilla                   |                       | Cortometraje                                                     |
| 2013       | Olympus Has Fallen           | Francotirador coreano | Sin acreditar                                                    |
| 2013       | Saved by the Bell: The Movie | Jessie Spano          | Cortometraje                                                     |
| 2013       | The Dressmaker's Daughter    | Barbara Kim           | Cortometraje                                                     |
| 2015       | Stuck                        | Alicia                | Preproducción                                                    |
| 2018       | La Isla de Honor             | Honor                 | Posproducción                                                    |
| 2025       | Las guerreras K-pop          | Rumi                  | Película para Netflix                                            |
| Televisión |                              |                       |                                                                  |
| Año        | Título                       | Rol                   | Notas                                                            |
| 2009       | CSI: NY                      | Gahee Paik            | 1 episodio                                                       |
| 2010       | Ktown Cowboys                | Sarah                 | 4 episodios                                                      |
| 2011       | Mega Python vs. Gatoroid     | Gia                   | Película para televisión                                         |
| 2011       | Pretty Little Liars          | Pru                   | 1 episodio                                                       |
| 2011       | Rizzoli & Isles              | Lee                   | 1 episodio                                                       |
| 2012       | Video Game High School       | Conductora de TV      | 1 episodio                                                       |
| 2014-2016  | Teen Wolf                    | Kira Yukimura         | Elenco recurrente (temporada 3) Elenco principal (temporada 4-5) |
| 2014       | Castle                       | Kiara                 | 1 episodio                                                       |
| 2015       | Hawaii Five-0                | Mia Price             | 1 episodio                                                       |
| 2018       | Chicago Med                  | Emily                 | Personaje Recurrente, 4 episodios, serie de TV                   |
| 2022       | Carrera al éxito             | Ingrid                | Personaje Principal, 10 episodios                                |
| 2024       | Avatar: The Last Airbender   | June                  | Recurrente, serie de TV Netflix                                  |